# Tobias Ineichen

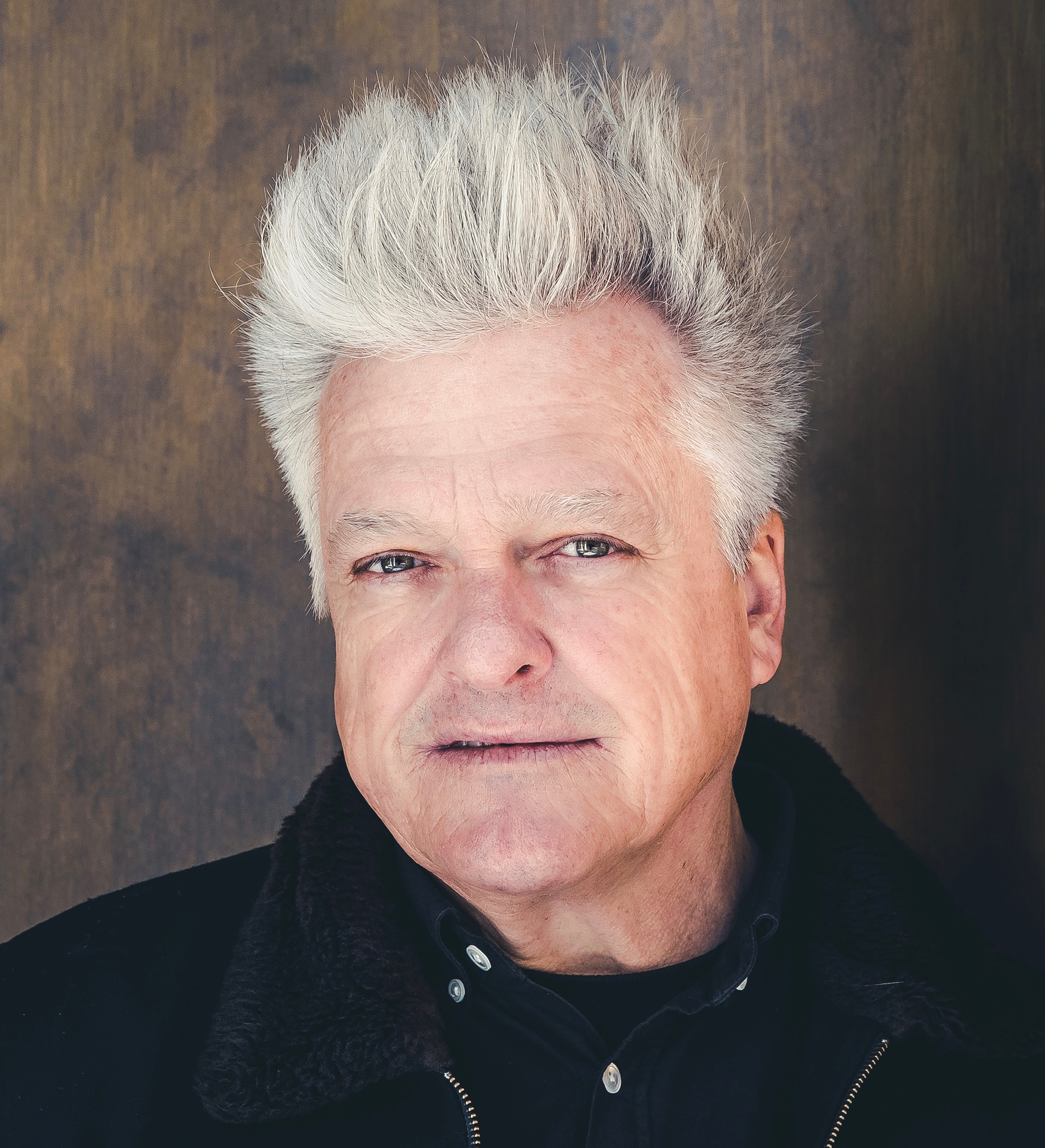
Tobias Ineichen (2023)

Tobias Ineichen (* 18. Mai 1964 in Luzern) ist ein Schweizer Filmregisseur.

## Leben und Wirken
Tobias Ineichen ist Sohn des Schweizer Architekten und Publizisten Hannes Ineichen und der Luzerner Malerin Irma Ineichen-Meier. Er studierte von 1986 bis 1990 Filmregie und Fotografie an der Haute école d'art et de design Genève (HEAD) in Genf. Sein Master-Abschlussfilm Le Découpage (1990) wurde auf dem Filmfestival von Locarno präsentiert. Anfangs drehte Ineichen Dokumentar- und Kurzspielfilme. Bekannt wurde er als Drama- und Krimi-Regisseur. Der erstmals 2012 beim Internationalen Kinderfilmfest Lucas gezeigte Abenteuerfilm Clara und das Geheimnis der Bären war sein erster Kinofilm.
Ineichen lebt in Zürich und Paris.

## Filmografie (Auswahl)
- 1983: Das zweite Ich (Kurzfilm)
- 1984: Ein-Druck (Kurzfilm)
- 1985: Box (Kurzfilm)
- 1987: Caférausch (Animationsfilm; zusammen mit Jonas Raeber)
- 1989: Le Découpage (Kurzfilm)
- 1993: Tage im Galopp (Dokumentarfilm; zusammen mit Bernard Weber)
- 1997: Hai (Kurzfilm)
- 2000: Lüthi und Blanc (TV-Soap): 20 Episoden
- 2002: Dilemma
- 2005: Tatort: Schneetreiben (Fernsehreihe)
- 2006: Jimmie
- 2006: Sonjas Rückkehr
- 2007: Du gehörst mir
- 2008: Tatort: Liebeswirren
- 2009: Kommissar Stolberg (Fernsehserie, Folge Am Tag danach)
- 2009: Stolberg – Ein starker Abgang
- 2011: Das Duo: Tödliche Nähe (Fernsehreihe)
- 2012: Tatort: Skalpell
- 2013: Clara und das Geheimnis der Bären (Kinospielfilm)
- 2013: Tatort: Geburtstagskind
- 2014: Tatort: Verfolgt
- 2015: Upload (Fernsehfilm)
- 2017: Tatort: Kriegssplitter
- 2019: Irma Ineichen – Erinnerungen an Paris 1951–1955 (Kino-Dokumentarfilm)
- 2023: Tatort: Seilschaft
- 2023: Polizeiruf 110: Paranoia
- 2023: Tatort: Blinder Fleck
- 2024: Tatort: Rapunzel

## Auszeichnungen und Preise
- 1993: Special Jury Price Strasbourg Filmfestival für Tage im Galopp (Dokumentarfilm)
- 2005: Deutscher Fernsehpreis "Beste Filmmusik" Fabian Römer für Tatort: Schneetreiben
- 2005: Nomination Deutscher Kamerapreis Thomas Hardmeier für Tatort: Schneetreiben
- 2005: Nomination Bayerischer Fernsehpreis "Bester Darsteller" Michael Brandner für Tatort: Schneetreiben
- 2006: Prix Swissperform «Bester Schweizer Fernsehfilm 2006» für Sonjas Rückkehr
- 2006: Nomination Prix Europa für Sonjas Rückkehr
- 2008: Prix Swissperform «Bester Schweizer Fernsehfilm 2008» für Jimmie
- 2012: Just Film Award Tallinn Black Nights Filmfestival Tallinn 2012 für Clara und das Geheimnis der Bären
- 2013: ANEC Award GIFFONI Filmfestival Salerno Italien für Clara und das Geheimnis der Bären
- 2013: Audience Award Buster Copenhagen International Children’s Film Festival 2013 für Clara und das Geheimnis der Bären
- 2013: Jury Price Montreal International Children’s Filmfestival (FIFEM 2013) „Prix Place aux Familles“ für Clara und das Geheimnis der Bären
- 2023: Nomination Deutscher Fernsehfilmpreis der Deutschen Akademie der darstellenden Künste für Polizeiruf 110: Paranoia
- 2023: Nomination Deutsche Akademie für Fernsehen (DAfNE): "Beste Nebendarstellerin" Marta Kizyma für Polizeiruf 110: Paranoia